# Tornado Moskowskaja Oblast
Der HK Tornado Moskowskaja Oblast (russisch Хоккейный клуб Торнадо Московская область) ist ein russischer Fraueneishockeyverein, der 2003 gegründet wurde. In den Jahren 2010, 2012, 2013 und 2014 gewann die Mannschaft den IIHF European Women Champions Cup und war somit eine der erfolgreichsten Klubmannschaft im europäischen Fraueneishockey dieser Jahre. Der Klub ist in Dmitrow in der Oblast Moskau angesiedelt und richtet seine Heimspiele im Eissport-Palast Dmitrow aus, in dem auch der HK Dmitrow spielt.

## Erfolge
- Russischer Meister: 2006, 2007, 2009, 2011,[2] 2012, 2013, 2015
- Russischer Vizemeister: 2004, 2005, 2008, 2010, 2014
- IIHF-European-Women-Champions-Cup-Sieger: 2009/10, 2011/12, 2012/13, 2013/14
- 2. Platz IIHF European  Women Champions Cup: 2006

## Meisterteams

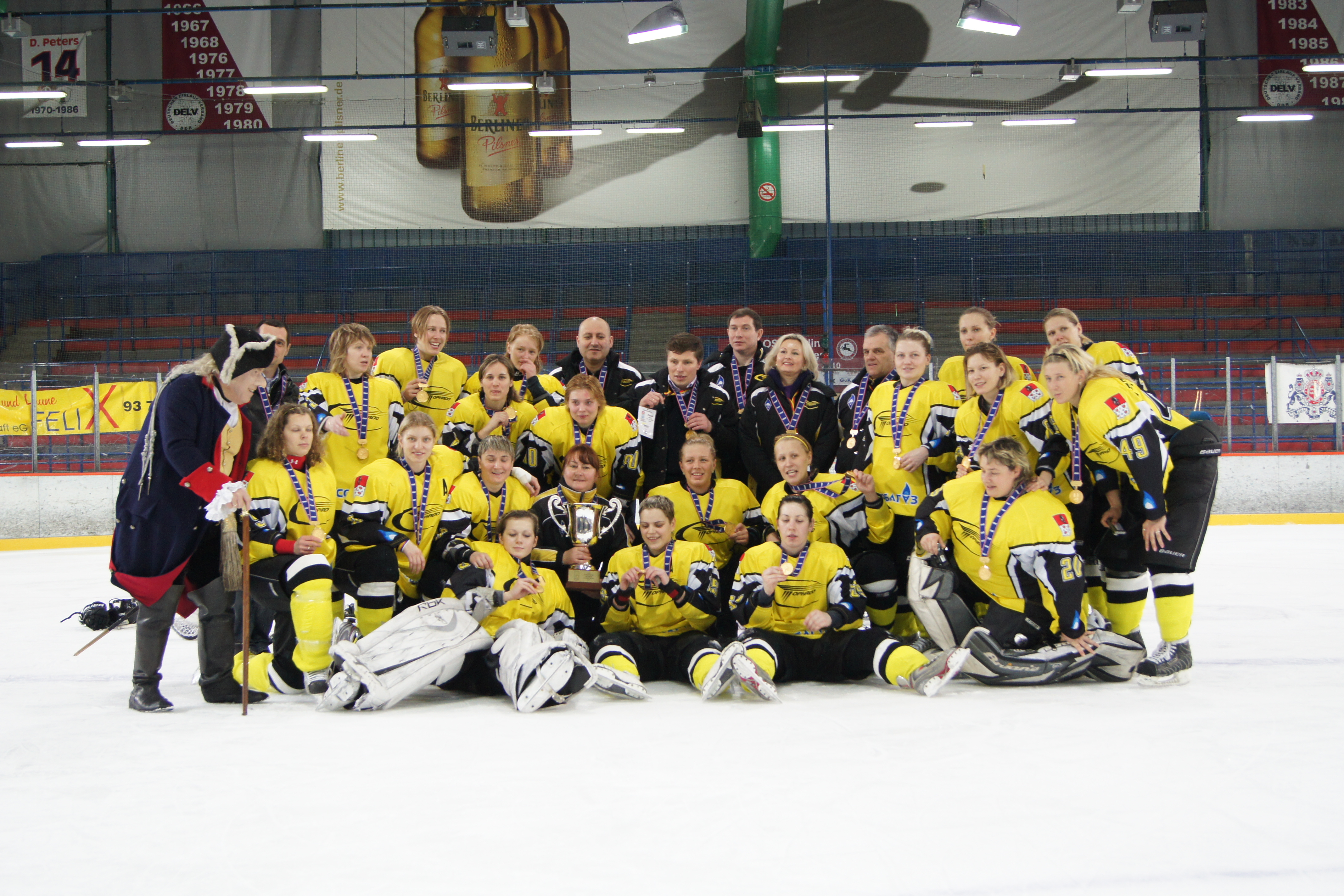
Kader beim IIHF European Women Champions Cup 2010

| European-Women-Champions-Cup-Sieger 2009/10 | Torhüterinnen: Irina Gaschennikowa, Anna Prugowa Verteidigerinnen: Correne Bredin, Inna Djubanok, Olga Permjakowa, Kristina Petrowskaja, Soja Polunina, Natalja Pusikowa, Marija Skworzowa Angreiferinnen: Tatjana Burina, Ija Gawrilowa, Jana Kapustová, Iveta Koka, Swetlana Kolmykowa, Petra Pravlíková, Marina Sergina, Galina Skiba, Jekaterina Smolenzewa, Jekaterina Smolina Cheftrainer: Alexei Tschistjakow |

| European-Women-Champions-Cup-Sieger 2011/12 | Torhüterinnen: Kim Martin, Anna Prugowa Verteidigerinnen: Inna Djubanok, Jekaterina Nikolajewa, Olga Permjakowa, Kristina Petrowskaja, Soja Polunina, Anna Schtschukina, Swetlana Tkatschowa Angreiferinnen: Tatjana Burina, Elin Holmlöv, Melissa Jaques, Jana Kapustová, Swetlana Kolmykowa, Danijela Rundqvist, Marija Schepelinskaja, Marina Sergina, Galina Skiba, Jekaterina Smolina Cheftrainer: Alexei Tschistjakow |